# Adnan Dirjal
Adnan Dirjal Mutar, född 26 januari 1959 i Bagdad, är en irakisk fotbollstränare och före detta spelare. Sedan maj 2020 är han idrotts- och ungdomsminister i den irakiska regeringen.

## Karriär
Adnan Dirjal startade sin karriär i al-Zawraa där han vann både den irakiska ligan och cupen säsongen 1978/79. 1980 skrev han på för al-Talaba. Där vann han ligan tre gånger och nådde till final i cupen vid två tillfällen. Hans sista klubb i karriären blev al-Rasheed (klubben ägdes av Saddam Husseins son Uday), där han blev lagkapten och vann den irakiska ligan ytterligare tre gånger.
För Iraks landslag gjorde Dirjal 116 landskamper. Han var med om att vinna Gulf Cupen tre gånger, asiatiska spelen och deltog i tre OS-turneringar; 1980, 1984 och 1988. Han missade dock VM 1986 på grund av skada.
Tränarkarriären har Dirjal mestadels tillbringat i Qatar, där han har varit huvudtränare för al-Wakrah vid sex tillfällen.